# La autobiografía de Nicolae Ceaușescu
La autobiografía de Nicolae Ceaușescu (en rumano: Autobiografia lui Nicolae Ceaușescu) es una película documental rumana de 2010 dirigida por Andrei Ujică.

## Sinopsis
El documental de tres horas de duración cubre 25 años de la vida de Nicolae Ceaușescu y se realizó utilizando 1.000 horas de metraje original de los Archivos Nacionales de Rumania.

## Premios
- La autobiografía de Nicolae Ceaușescu fue galardonada con el Gran Premio de la sección de documentales del Festival Internacional de Cine de Bergen.
- En 2010, La autobiografía de Nicolae Ceaușescu ganó el Premio al Mejor Documental de Europa del Este en la 14.ª edición del Festival Internacional de Cine Documental en Jihlava, República Checa.[4]